# El dedo pulgar del ingeniero
El dedo pulgar del ingeniero es uno de los 56 relatos cortos sobre Sherlock Holmes escrito por Arthur Conan Doyle. Fue publicado originalmente en The Strand Magazine y posteriormente recogido en la colección Las aventuras de Sherlock Holmes.

## Argumento
Un ingeniero, llamado Victor Hatherley, dio lugar a la aventura de Sherlock Holmes titulada The Adventure of the Engineer's Thumb (El dedo pulgar del ingeniero). El relato tiene lugar en 1889. El doctor Watson acaba de casarse, ha abandonado Baker Street, y se dedica al libre ejercicio de su profesión. Al tener su consulta cerca de la estación de Paddington, atiende a muchos empleados de los ferrocarriles. Uno de éstos, una mañana de verano, trae a su consulta a un curioso paciente, así descrito por el doctor Watson: "Entré en mi consultorio, y me encontré con un caballero que estaba sentado junto a la mesa. Iba modestamente vestido con un traje de mezclilla, y había dejado su gorra sobre mis libros. Tenía envuelta un pañuelo en una de sus manos, en el que se veían manchas de sangre por todas partes. Era joven, de no más de veinticinco años, según mi cálculo, y tenía el rostro muy varonil; pero estaba muy pálido..." Cuando Watson se entera de que no se trata de un accidente, recurre a su amigo Holmes, que le pide un relato completo.
Victor Hatherley es un joven y emprendedor ingeniero hidráulico, que a la muerte de su padre se ha instalado por su cuenta, sin demasiado éxito. Un tanto desesperado y a punto de tirar la toalla, aparece un extraño individuo que se presenta como el coronel Lysander Stark y le hace una sorprendente proposición. Debe viajar esa misma noche a Berkshire, para revisar una prensa hidráulica y a cambio recibirá cincuenta guineas. A pesar de las dudas que le ofrecen el aspecto del coronel y las intenciones que en él adivina, tentado por su oferta, la acepta. Su decisión le obliga a protagonizar una rocambolesca aventura, en la que pierde un pulgar y está a punto de perder la vida. Holmes se hace cargo de la situación y, una vez más, deja asombrados a Watson y al inspector Bradstreet de Scotland Yard, por la rapidez con que resuelve el caso. Pero demasiado tarde, ya que los malhechores han escapado. Por desgracia, el lector se pierde un hipotético y apasionante enfrentamiento entre el malvado Fritz -el falso coronel Stark- y Sherlock Holmes. Al final, el ingeniero se lamenta ante un eufórico Holmes: "–He perdido mi dedo pulgar y he perdido mis cincuenta guineas de honorarios. ¿y qué he ganado? –Experiencia -le dijo Holmes echándose a reír-. La experiencia puede tener para usted un valor indirecto. no debe sino ponerla en palabras para ganar por todo el resto de su vida fama de excelente compañero."